# Stenospermation peripense
Stenospermation peripense är en kallaväxtart som beskrevs av Luis Aloysius, Luigi Sodiro. Stenospermation peripense ingår i släktet Stenospermation och familjen kallaväxter. IUCN kategoriserar arten globalt som otillräckligt studerad.
Artens utbredningsområde är Ecuador. Inga underarter finns listade.